# Бывшие посёлки городского типа Ленинградской области
Бывшие посёлки городского типа Ленинградской области — посёлки городского типа (рабочие и дачные), потерявшие этот статус в связи с административно-территориальными преобразованиями.

## А
- Авиагород — пгт с 1937 года. Включён в состав города Ленинграда в 1969 году.
- Александровская — пгт с 1959 года[1]. Включён в состав города федерального значения Санкт-Петербурга как посёлок, имеющий статус внутригородского муниципального образования[2].

## Б
- Белоостров — пгт с 1964 года. Включён в состав города федерального значения Санкт-Петербурга как посёлок, имеющий статус внутригородского муниципального образования[2].
- Бокситогорск — пгт с 1935 года. Преобразован в город в 1950 году.

## В
- Володарский — пгт с 1937 года. Включён в состав города Ленинграда в 1963 году.
- Волосово — пгт с 1937 года. Преобразован в город в 1999 году.
- Волховстрой — пгт с 1925 года. Включён в черту рабочего посёлка Званка в 1927 году.
- Всеволожск — пгт Всеволожская с 1938 года. Преобразован в город в 1963 году.

## Г
- Горелово — пгт с 1961 года. Включён в состав города Ленинграда в 1973 году.
- ГЭС имени С. М. Кирова — пгт с 1936 года. Преобразован в город Кировск в 1953 году.

## Д
- Дунай — пгт с 1949 года. Преобразован в сельский населённый пункт в 1960 году[3].

## З
- Званка — пгт с 1927 года. Преобразован в город Волховстрой в 1933 году.

## И
- Ивангород — пгт с 1947 года (до этого считался частью города Нарвы). Преобразован в город в 1954 году.
- Ивановское — пгт с 1957 года. Включён в черту рабочего посёлка Отрадное в 1969 году.

## К
- Кикерино — пгт с 1930 года. Преобразован в сельский населённый пункт в 2005 году.
- Кобринское — пгт с 1949 года. Преобразован в сельский населённый пункт в 2004 году.
- Комарово — пгт с 1946 года. Включён в состав города федерального значения Санкт-Петербурга как посёлок, имеющий статус внутригородского муниципального образования[2].
- Коммунар — пгт с 1953 года. Преобразован в город в 1993 году.
- Красноостровский — пгт с 1940 года. До 1948 года назывался Бьёркский. Преобразован в сельский населённый пункт в 1965 году. Упразднён 28 декабря 2004 года в связи с отсутствием жителей.

## Л
- Лавансаари — пгт с 1941 года. Преобразован в сельский населённый пункт в 1951 году[3]. В настоящее время населённого пункта на острове Мощном Кингисеппского района не существует.
- Лахтинский — пгт с 1938 года. Включён в состав города Ленинград в 1963 году.
- Левашово — пгт с 1950 года. Включён в состав города федерального значения Санкт-Петербурга как посёлок, имеющий статус внутригородского муниципального образования[2].
- Лисий Нос — пгт с 1948 года. Включён в состав города федерального значения Санкт-Петербурга как посёлок, имеющий статус внутригородского муниципального образования[2].
- Лигово — пгт с 1938 года. Включён в состав города Ленинграда в 1963 году.

## М
- Металлострой — пгт с 1964 года. Включён в состав города федерального значения Санкт-Петербурга как посёлок, имеющий статус внутригородского муниципального образования[2].
- Можайский — пгт с 1938 года. До 1944 года назывался Дудергоф, в 1944—1950 годах — Нагорный. Включён в черту города Ленинград в 1973 году.

## Н
- Никольское — пгт с 1958 года. Преобразован в город в 1990 году.

## О
- Отрадное — пгт с 1940 года. Преобразован в город в 1970 году.

## П
- Парголово — пгт с 1938 года. Включён в состав города федерального значения Санкт-Петербурга как посёлок, имеющий статус внутригородского муниципального образования[2].
- Песочный — пгт с 1938 года. Включён в состав Ленинграда в 1954 году. Сейчас существует в статусе внутригородского муниципального образования[2].
- Петро-Славянка — пгт с 1951 года. Включён в состав города федерального значения Санкт-Петербурга как посёлок, имеющий статус внутригородского муниципального образования[2].
- Пикалёво — пгт с 1947 года. Преобразован в город в 1954 году[4].
- Подпорожье — пгт с 1937 года. Преобразован в город в 1956 году.
- Понтонный — пгт с 1938 года. Включён в состав города федерального значения Санкт-Петербурга как посёлок, имеющий статус внутригородского муниципального образования[2].

## Р
- Репино — пгт с 1946 года. Включён в состав города федерального значения Санкт-Петербурга как посёлок, имеющий статус внутригородского муниципального образования[2].
- Рыбацкое — пгт с 1938 года. Включён в состав города Ленинград в 1963 году.

## С
- Саперный — пгт с 1964 года. Включён в состав города федерального значения Санкт-Петербурга как посёлок, имеющий статус внутригородского муниципального образования[2].
- Свирица — пгт с 1938 года. Преобразован в сельский населённый пункт в 1998 году.
- Сертолово — пгт с 1977 года. Преобразован в город в 1998 году.
- Сланцы — пгт с 1934 года. Преобразован в город в 1949 году.
- Солнечное — пгт с 1946 года. Включён в состав города федерального значения Санкт-Петербурга как посёлок, имеющий статус внутригородского муниципального образования[2].
- Сосновый Бор — пгт с 1958 года. Преобразован в город в 1973 году.
- Стрельна — пгт с 1950 года. Включён в состав города Петродворец в 1970 году.
- Сясьстрой — пгт с 1927 года. Преобразован в город в 1992 году.

## Т
- Торковичи — пгт с 1927 года. Преобразован в сельский населённый пункт в 1996 году.
- Тосно — пгт с 1935 года. Преобразован в город в 1963 году.
- Тярлево — пгт с 1959 года. Включён в состав города федерального значения Санкт-Петербурга как посёлок, имеющий статус внутригородского муниципального образования[2].

## У
- Усть-Ижора — пгт с 1938 года. Включён в состав города федерального значения Санкт-Петербурга как посёлок, имеющий статус внутригородского муниципального образования[2].
- Ушково — пгт с 1946 года. Включён в состав города федерального значения Санкт-Петербурга как посёлок, имеющий статус внутригородского муниципального образования[2].

## Ш
- Шушары — пгт с 1958 года. Включён в состав города федерального значения Санкт-Петербурга как посёлок, имеющий статус внутригородского муниципального образования[2].